# 金熙中
金 熙中（キム・ヒジュン、1950年8月5日 - ）は、韓国の囲碁棋士。京畿道華城郡出身、韓国棋院所属、九段。棋王戦優勝2回など。1999年引退。「早碁の名手」と呼ばれる。

## 経歴
中学2年の時に父から囲碁を学び、めざましく上達して、中学3年で韓国棋院研究生となる。1969年入段。1975年MBC杯国棋戦決勝で河燦錫を2-1で破り棋戦初優勝。1976年に棋王戦で「韓国のカミソリ」と呼ばれる鄭昌鉉に挑戦し、3-2でタイトル獲得。翌年は金寅に奪われるが1978年に再度金寅から3-1で奪還。70年代には金寅九段、金益英五段、申宗植六段、申彦澈二段、洪鐘賢八段、田永善七段とともに酒豪七傑を名乗る。
1976年五段。1980年七段。1987年KBS杯準優勝により、1989年第1回テレビ囲碁アジア選手権戦に出場、1回戦で武宮正樹に敗れる。1991年八段。1995年ロッテ杯中韓囲碁対抗戦出場。1996年LG杯世界棋王戦に出場、1回戦で聶衛平に敗れる。1997年九段。

### タイトル歴
- MBC杯国棋戦 1975、76年
- 棋王戦 1976、78年

### その他の棋歴
- 東洋証券杯世界選手権戦 ベスト4 1989、90年
- ロッテ杯中韓囲碁対抗戦
  - 1995年 0-2（×聶衛平、×劉小光）
- KBS杯バドゥク王戦 準優勝 1983、86、87年
- BCカード杯戦 準優勝 1991年